# شريف بقنه
شريف بقنه مترجم وشاعر سعودي، ولد في خميس مشيط في السعودية عام 1981م. كتب وترجم عن الإنجليزية في زاوية (نافذة على العالم) في جريدة (الرياض)، وصدر له عدد من المؤلفات والترجمات من أبرزها ديوان (مدن العزلة)، وديوان (جرف وراء العالم) وكتاب (مختارات من الشعر الأمريكي).

## التعليم
- حاصل على البورد العربي (دكتوراه) في الطب الباطني عام 2018م.
- حاصل على البورد السعودي (دكتوراه) في الطب الباطني عام 2017م.
- حاصل على درجة البكالوريوس في الطب والجراحة من جامعة الملك خالد عام 2007م.[5]

## العمل
- استشاري الطب الباطني وطبيب زمالة الروماتيزم بجامعة الملك سعود في الرياض.[6]
- يكتب في جريدة (الرياض) منذ يوليو 2019م،[7] ونشر ترجماته في عدد من المجلات والصحف.[8]

## مؤلفات
شعر:
- (مقتطعات الرنين) مجموعة شعرية. صدرت عن المؤسسة العربية للدراسات والنشر عام 2004م.[9]
- (مدن العزلة) مجموعة شعرية. صدرت عن المؤسسة العربية للدراسات والنشر عام 2007م.[10]
- (جرف وراء العالم) مجموعة شعرية. صدرت عن دار رشم للنشر والتوزيع 2024م.[11]

شعر مُترجَم:
- (رمالٌ تركضُ بالوقت) مختارات شعرية سعودية، ترجمها إلى الفرنسية معز ماجد.صدرت عن دار أل دانتي الفرنسية 2021م.[12]

ترجمة:
- (مختارات من الشعر الأمريكي) اختيار وترجمة. صدر عن دار الغاوون عام 2012م.[13]
- (بعد أن ولدتُ حبسوني داخلي) مئة قصيدة عالمية مترجمة. صدر عن دار ميلاد للنشر والتوزيع عام 2020.[14]
- (أشعار ديرِك والكُت) اختيار وترجمة. صدر عن دار روايات عام 2021م.[15]
- (مذكرات العمى) جون هال، ترجمة شريف بقنه. صدر عن دار أدب للنشر والتوزيع عام 2021م.[16]

## الجوائز
فاز بجائزة الترجمة في الدورة الثانية من مبادرة الجوائز الثقافية الوطنية عام 2022.